# Суђење
Суђење је поступак пред судом, у савременом праву обично регулисан уставом и законом, путем кога се решава одређени спор између странака (у случају на пример грађанског и разних грана међународног права) или одлучује о кривици окривљеног (у случају кривичних поступака). Судови пред којима се одвијају суђења су обично тела у саставу државног апарата, за које је у демократским земљама карактеристична независност у раду.

## Историја
Зачеци суђења се јављају још у праисторији. Суђења су тада била пре свега окупљања чланова племена који су заједнички одлучивали о кривици одређеног члана. Суђења се развијају и усложњавају са настанком државе, а посебно висок ниво достижу у старој Атини и Риму.
Известан пад квалитета и повратак на нека ирационална средства у суђењу видљив је у раном средњем веку, али ће се то временом мењати током Просветитељства и касније. Суђења каква познајемо данас везују се пре свега за крај 19. и почетак 20. века.

## Поступак
Поступак суђења у великој мери зависи од правног система одређене земље, али у најгрубљим цртама суђење се увек одвија пред судијом, једним или више, а ту могу бити присутни и други учесници у пресуђивању, попут пороте. Други неизоставни елемент суђења су учесници поступка - стране у поступку, који се уобичајено називају странке. Страна која је поднела тужбу и тако започела суђење назива се тужилац, а друга страна се у грађанским поступцима назива тужени а у кривичним окривљени. Странке у поступцима у далеко највећем броју грађанских случајева заступају заступници - адвокати, док је у кривичном поступку карактеристично да заступника има окривљени. Тај заступник назива се бранилац. Ток суђења обично се састоји у извођењу доказа на различите начине, пре свега саслушавањем сведока и показивањем материјалних доказа. Ова фаза назива се главни претрес и често се поистовећује са суђењем у целини. У ширем смислу суђењем се назива читав спор или поступак, мада је то обично у колоквијалном говору.
Суђење се окончава пресудом, која може у потпуности или делимично прихватити или одбити наводе из тужбе.